# Helmut G. Walther (Politiker)
Helmut Georg Walther (* 4. Mai 1924 in Buch am Forst; † 8. Oktober 1981 in Lichtenfels) war ein deutscher Kommunalpolitiker (SPD). Er war vom 1. Mai 1963 bis zu seinem Tode Landrat des Landkreises Lichtenfels.
Bis zu seiner Wahl zum Landrat war Helmut G. Walther in der freien Wirtschaft, unter anderem als Rechtsanwalt, tätig. 18 Jahre lang hat er die Geschicke des Landkreises Lichtenfels entscheidend geprägt. Auch im Bezirkstages von Oberfranken war Helmut G. Walther seit 1966  Mitglied. Nach seinem Tod im Alter von erst 57 Jahren wurde Ludwig Schaller am 13. Dezember 1981 zu seinem Nachfolger gewählt.
In Lichtenfels wurde das „Helmut-G.-Walther-Klinikum“  nach ihm benannt.

## Auszeichnungen
- 1973: Ehrenmedaille des Landkreises Lichtenfels
- 1977: Bundesverdienstkreuz am Bande
- 1981: Verdienstkreuz 1. Klasse (posthum)

| Personendaten    | Personendaten                              |
| ---------------- | ------------------------------------------ |
| NAME             | Walther, Helmut G.                         |
| ALTERNATIVNAMEN  | Walther, Helmut Georg (vollständiger Name) |
| KURZBESCHREIBUNG | deutscher Kommunalpolitiker                |
| GEBURTSDATUM     | 4. Mai 1924                                |
| GEBURTSORT       | Buch am Forst                              |
| STERBEDATUM      | 8. Oktober 1981                            |
| STERBEORT        | Lichtenfels                                |